# Pierre Kunde
Pierre Kunde Malong, född 26 juli 1995 i Limbe, är en kamerunsk fotbollsspelare som spelar för emiratiska Dibba Al-Hisn och Kameruns landslag.

## Klubbkarriär
Den 23 juni 2021 värvades Kunde av grekiska Olympiakos, där han skrev på ett treårskontrakt. Den 6 januari 2023 lånades Kunde ut till tyska Bundesliga-klubben på ett låneavtal över resten av säsongen 2022/2023. Den 12 september 2023 lånades han ut till grekiska Atromitos på ett säsongslån.
Den 18 september 2024 värvades Kunde av emiratiska Dibba Al-Hisn.

## Landslagskarriär
Kunde debuterade för Kameruns landslag den 27 maj 2018 i en 1–0-förlust mot Burkina Faso. Han har varit en del av Kameruns trupp vid Afrikanska mästerskapet i fotboll 2019 och 2021 samt VM 2022 i Qatar.